# Митрово и Аргирово езеро
Митровото и Аргировото езеро са разположени в Демиркапийския циркус на Пирин планина, от които води началото си река Пиринска Бистрица. Затова често се наричат и Демиркапийски езера. Срещат се също и под имената Железнишки или Влашки езера.
Заобиколени са от венец от върхове – Каменица, Кралев двор, Джано, Ченгелчал, Демирчал. Край тях минава пътеката от хижа Пирин през Поповото езеро до хижа Безбог и от хижа Пирин през Тевното езеро до хижа Демяница.
Аргировото езеро (41°41′30″ с. ш. 23°30′32″ и. д. / 41.691667° с. ш. 23.508889° и. д.) е по-малкото и по-високо разположеното. Намира се югозападно от връх Джано и северозападно от връх Ченгелчал на височина 2365 м. Има неправилна форма и площ от 6,9 декара. От него изтича левия съставен приток на река Железина, горното течение на река Пиринска Бистрица (ляв приток на Струма).
Митровото езеро (41°41′17″ с. ш. 23°30′00″ и. д. / 41.688056° с. ш. 23.5° и. д.) е разположено югозападно от Аргировото езеро на югоизточния склон на връх Каменица, на височина 2291 м. То е с неправилно очертания с малък полуостров и с размери 200 на 275 м, а площта му е 34,7 декара, тоест то е средно по големина езеро в Пирин. Езерото е едно от най-красивите пирински езера. От него изтича десния съставен приток на река Железина, горното течение на река Пиринска Бистрица (ляв приток на Струма)

## Галерия
- Митровото езеро
- Аргировото езеро
- Друг поглед към Аргировото езеро